# Нютон (връх)
Нютон (на норвежки: Newtontoppen) е най-високият връх в архипелага Свалбард, Норвегия. Висок е 1713 m.
Той е разположен в северозападната част на остров Шпицберген от архипелага Свалбард, в южната част на полуострова Ню Фрисланд. Върхът е формиран в края на периода силур. Съставен е основно от гранит.
Първото изкачване е направил през 1900 г. руският и шведски геолог, минералог и петрограф, участник в руско-шведската експедиция на Шпицберген (1899 – 1902) Хелге Баклунд.